# Polityka językowa na Łotwie
Polityka językowa na Łotwie – podstawą polityki językowej na Łotwie są artykuły 4 i 114 Konstytucji, które określają język łotewski jako urzędowy. Jednocześnie konstytucja nadaje prawo mniejszościom narodowym do ochrony i rozwijania ich języków. Wszystkie języki, poza łotewskim i dialektami liwońskiego, są uznawane jako języki obce, pomimo że język rosyjski jest pierwszym językiem dla więcej niż 1/3 populacji Łotwy. Dodatkowo, każdy z  pięciu języków (białoruski, ukraiński, litewski, polski i romski) jest używany przez co najmniej 5 tysięcy mieszkańców jako język ojczysty. Pozostaje również dyskusyjna kwestia dotycząca języka łatgalskiego - który jest uznawany za dialekt łotewskiego, a nie osobny język.

## Regulacje prawne
Językiem urzędowym Łotwy (valsts valoda) jest łotewski. Status ten obowiązuje ściśle od roku 1988. W 1992 znowelizowano ustawę z roku 1989 i wzmocniono nią pozycję języka łotewskiego.
Począwszy od roku 1998, urzędowy status języka łotewskiego jest wpisany to konstytucji (artykuł 4). W rozdziale konstytucji poświęconym prawom człowieka jest przepis dotyczący prawa do uzyskania odpowiedzi od władz - w języku łotewskim (artykuł 104, przepis obowiązuje od 2002 roku).
W 1995 roku Łotwa podpisała, a w 2005 ratyfikowała Konwencję ramową o ochronie mniejszości narodowych Rady Europy. Po ratyfikacji, Sejm łotewski przyjął dwie deklaracje, które ograniczyły zastosowanie artykułów 10 i 11. Łotwa nie planuje podpisać Europejskiej karty języków regionalnych lub mniejszościowych.
Polityka językowa Łotwy jest regulowana przez kilka instytucji. Komisja Języka Urzędowego (podległa prezydentowi) przygotowuje propozycje zmian. Centrum Języka Urzędowego (podległe ministerstwu sprawiedliwości) kontroluje oraz nakłada kary pieniężne za nadużycia administracji. Agencja Języka Urzędowego dostarcza analiz dotyczących sytuacji języka. Narodowa Agencja Nauki Języka Łotewskiego ma za zadanie zagwarantować możliwości do nauki języka łotewskiego (dwie ostatnie instytucje podlegają pod ministerstwo edukacji i nauki).

## Ustawa o języku urzędowym
1 artykuł łotewskiej ustawy o języku urzędowym reguluje następujące kwestie:
- Ochronę i rozwój języka łotewskiego,
- Ochronę dorobku kulturalnego i historycznego łotewskiego narodu,
- Swobodę posługiwania się językiem łotewskim w każdej sferze życia i na całym terytorium Łotwy,
- Integrację mniejszości narodowym ze społeczeństwem łotewskim, z respektowaniem ich prawa do używania ich języków ojczystych lub jakichkolwiek innych,
- Wzrost wpływu języka łotewskiego w środowisku kulturowym Łotwy poprzez promowanie szybszej integracji społeczeństwa.

Artykuł 3, oprócz zapisów dotyczących prawa do używania języka łotewskiego w komunikacji z urzędami, organizacjami charytatywnymi, religijnymi, przedsiębiorstwami (firmami) zawiera zapis, który ustanawia obowiązek zapewnienia rozwoju migowego języka łotewskiego w komunikacji z niesłyszącymi.Ustęp 4 artykułu 3 ustanawia ochronę i rozwój pisanego języka łatgalskiego jako historycznie uwarunkowaną odmianę języka łotewskiego.

## Używanie języka
Ustawa o Radiu i Telewizji przewiduje emitowanie filmów (we wszystkich kanałach) albo z dubbingiem łotewskim albo w oryginalnej wersji językowych wraz z napisami po łotewsku (sekcja 20 ustawy). Zgodnie z sekcją 17 Ustawy o języku urzędowych – w taki sam sposób muszą być emitowane filmy w kinach. Nadawanie w językach mniejszości narodowych jest ograniczone tylko do prywatnych stacji telewizyjnych i radiowych.
Zgodnie z sekcją 6 Ustawy o języku urzędowym, poziomy znajomości łotewskiego są definiowane dla różnych zawodów. W sumie jest 6 poziomów znajomości i dwie listy profesji (dłuższa dla publicznego sektora i krótsza dla prywatnego), sklasyfikowanych według potrzebnego poziomu znajomości języka. Dla osób, które nie kształciły się w języku łotewskim, organizowany jest egzamin, który definiuje ich znajomość języka potrzebnego do pracy w danej profesji. Osoby pracujące, które nie wykażą się podczas inspekcji pożądanym poziomem znajomości języka mogą zostać ukarane karami finansowymi. Rynek pracy wykazuje duże zapotrzebowane na pracowników znających język łotewski, rosyjski lub angielski.
Sekcja 11 Ustawy o języku urzędowym określa, że informacje o imprezach publicznych muszą być publikowane w języku łotewskim. Podobnie ograniczenia dotyczą plakatów, billboardów, znaków (zgodnie z sekcją 21.). Podczas spotkań publicznych, procesji, pikiet mogą być używane dowolne języki.
Niezależnie od oficjalnych regulacji prawnych, język rosyjski pozostaje drugim językiem państwowym. Łotewskie główne serwisy internetowe takie jak Delfi czy tvnet.lv są redagowane w języku łotewskim i rosyjskim. Banki (np. Swedbank) obsługują klientów w języku łotewskim, rosyjskim i angielskim. W języku rosyjskim (i angielskim) prowadzona jest również strona łotewskiego rządu oraz strona prezydenta Łotwy.

## Edukacja
W ostatnich kilkunastu latach obserwuje się rosnący odsetek studentów pobierających naukę w języku łotewskim.
| Liczba studentów według języka nauczania (dane Ministerstwa Edukacji i Nauki) |         |         |         |         |         |         |         |         |         |         |
| Rok szkolny                                                                   | 95/96   | 99/00   | 00/01   | 01/02   | 02/03   | 03/04   | 04/05   | 05/06   | 06/07   | 07/08   |
| łotewski                                                                      | 203,607 | 239,163 | 242,475 | 242,183 | 237,425 | 230,212 | 214,855 | 205,189 | 194,230 | 184 107 |
| rosyjski                                                                      | 132,540 | 120,925 | 116,009 | 108,454 | 101,486 | 95,841  | 84,559  | 77,471  | 70,683  | 65 402  |
| inne                                                                          | 1513    | 1344    | 1344    | 1352    | 1397    | 1305    | 1253    | 1287    | 1198    | 1432    |
| W sumie                                                                       | 337,660 | 361,432 | 359,818 | 351,989 | 340,308 | 327,358 | 300,667 | 283,947 | 266,111 | 250 941 |
| % uczących się po łotewsku                                                    | 60.3    | 66.2    | 67.4    | 68.8    | 69.8    | 70.3    | 71.5    | 72.3    | 73.0    | 73.4    |

Finansowane przez państwo uczelnie wyższe edukują tylko w języku łotewskim. Studia w innych językach są prowadzone w prywatnych uczelniach. W liceach (finansowanych przez państwo) istnieje możliwość nauki w językach mniejszości, takich jak: rosyjskim, polskim, hebrajskim, ukraińskim, estońskim, litewskim, romskim i białoruskim. Ministerstwo Edukacji i Nauki opracowało takie same programy nauczania zarówno dla uczniów pobierających naukę w języku łotewskim jak w językach mniejszości (w szkołach podstawowych i drugiego stopnia). Przez co egzaminy państwowe mogą być przeprowadzane również w językach mniejszości narodowych.

## Międzynarodowe zalecenia
Ze względu na trudną sytuację mniejszości narodowych na Łotwie, organizacje międzynarodowe postulują:
- Ponowne spojrzenie na łotewską politykę językową i uwzględnienie wielojęzykowej kultury[11]
- Ułatwienia dostępu do możliwości prowadzenia korespondencji urzędowej w języku mniejszości narodowej w sytuacji gdy urzędnik i petent należą do tej samej mniejszości[12][13].
- Zachęcenie mniejszości rosyjskiej do nauki języka łotewskiego, ale nie na zasadzie przymusu[14].